# Cornelis Kick
 (juin 2025).
Cornelis Kick est un peintre néerlandais, né le 12 mars 1634 à Amsterdam et mort le 12 juin 1681 dans cette même ville.
Il étudie auprès de son père, Simon Kick (1603-1652) et se spécialise dans des compositions florales dans le style de Jan Davidszoon de Heem (1606-1684). On connaît de lui une vingtaine de toiles. Il eut pour élève Elias van den Broeck (1650-1708) et Jacob Van Walscappelle (1644-1727).

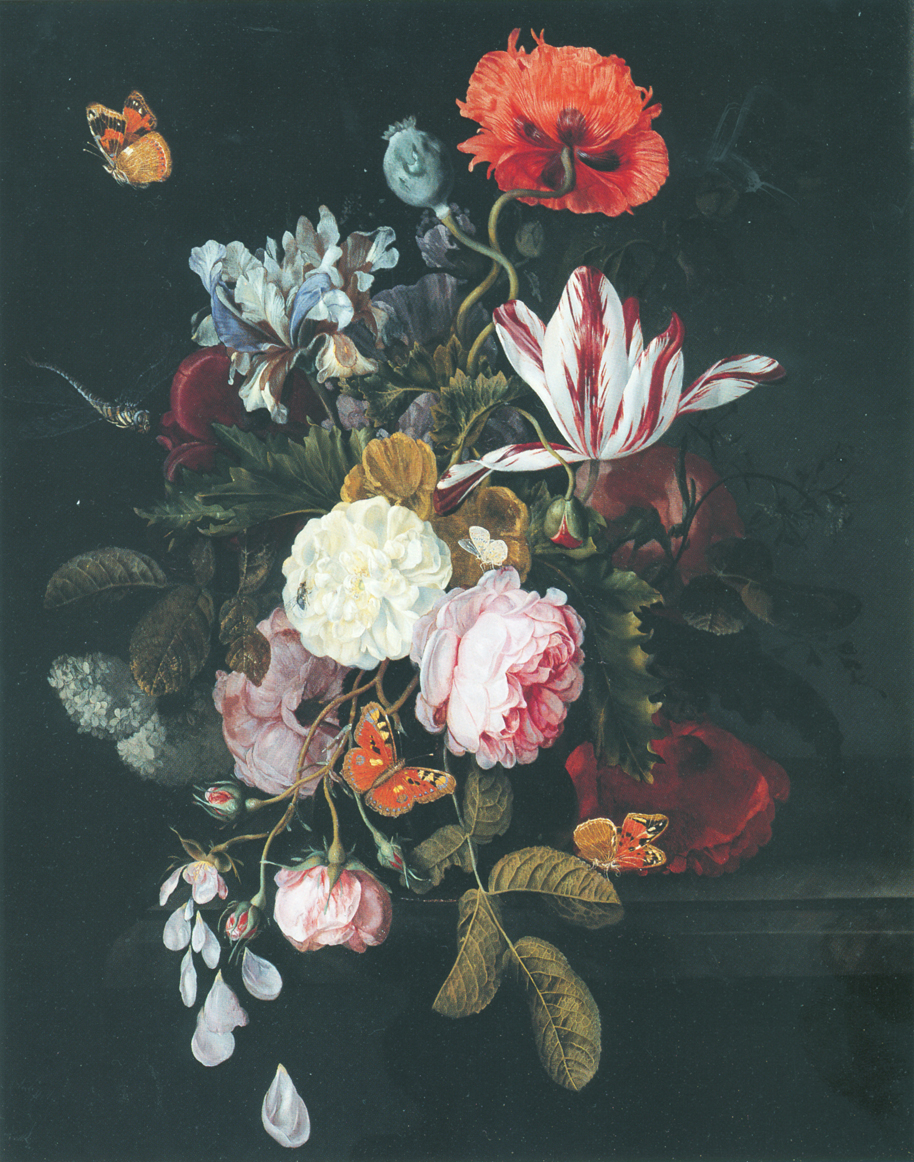
Vase de fleurs posé sur un entablement avec quatre papillons
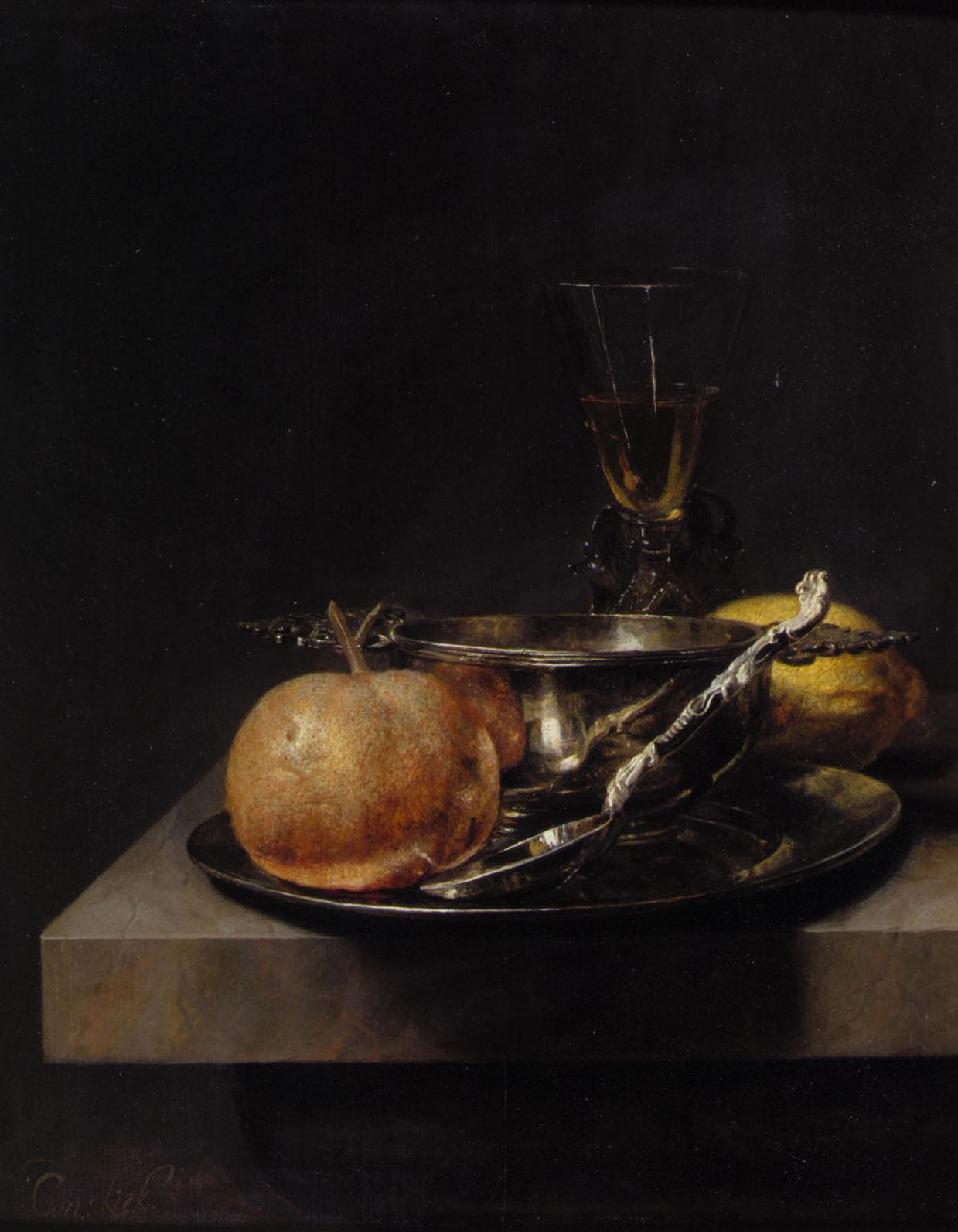
Still-Life with Silver Cup